# Mária Pozsonec
Mária Pozsonec (16. ledna 1940, Dolga Vas – 4. dubna 2017) byla slovinská politička maďarského původu. V letech 1990 až 2008 vykonávala funkci poslankyně za maďarskou národnostní menšinu.
Narodila se v maďarské rodině v obci Dolga Vas (Hosszúfalu) nedaleko Lendavy. Střední školu navštěvovala v srbské Subotici, pedagogiku na Univerzitě v Mariboru. Pracovala jako učitelka na základní škole ve svém rodném regionu Prekmurje. V osmdesátých letech se začala angažovat jako aktivistka reprezentující zájmy maďarské menšiny ve Slovinsku. V prvních svobodných volbách v roce 1990 byla zvolena poslankyní za maďarskou národnostní menšinu. Zvolena byla i v letech 1992, 1996, 2000 a 2004. Ve volbách v roce 2008 ji porazil László Göncz. Ke konci života vykonávala funkci místostarostky v Lendavě.